# Oak Hills (Oregon)
Oak Hills és una concentració de població designada pel cens dels Estats Units a l'estat d'Oregon. Segons el cens del 2000 tenia 9.050 habitants.

## Demografia
Segons el cens del 2000, Oak Hills tenia 9.050 habitants, 3.397 habitatges, i 2.374 famílies. La densitat de població era de 2.269 habitants per km².
Dels 3.397 habitatges en un 39,8% hi vivien nens de menys de 18 anys, en un 59,8% hi vivien parelles casades, en un 6,7% dones solteres, i en un 30,1% no eren unitats familiars. En el 23% dels habitatges hi vivien persones soles el 2,9% de les quals corresponia a persones de 65 anys o més que vivien soles. El nombre mitjà de persones vivint en cada habitatge era de 2,66 i el nombre mitjà de persones que vivien en cada família era de 3,19.
Per edats la població es repartia de la següent manera: un 29% tenia menys de 18 anys, un 9% entre 18 i 24, un 34,5% entre 25 i 44, un 21,6% de 45 a 60 i un 6% 65 anys o més.
L'edat mediana era de 32 anys. Per cada 100 dones de 18 o més anys hi havia 102,1 homes.
La renda mediana per habitatge era de 61.217 $ i la renda mediana per família de 71.849 $. Els homes tenien una renda mediana de 53.000 $ mentre que les dones 29.864 $. La renda per capita de la població era de 27.163 $. Aproximadament l'1,4% de les famílies i el 3,8% de la població estaven per davall del llindar de pobresa.

## Poblacions més properes
El següent diagrama mostra les poblacions més properes.